# Phoradendron tardispicum
Phoradendron tardispicum är en sandelträdsväxtart som beskrevs av J. Kuijt. Phoradendron tardispicum ingår i släktet Phoradendron och familjen sandelträdsväxter. Inga underarter finns listade i Catalogue of Life.